# Osteosema sanguilineata
Osteosema sanguilineata är en fjärilsart som beskrevs av Moore 1867. Osteosema sanguilineata ingår i släktet Osteosema och familjen mätare. Inga underarter finns listade i Catalogue of Life.